# Эгфонд
Эгфо́нд (фр. Aiguefonde, окс. Aigafonda) — коммуна во Франции, находится в регионе Юг — Пиренеи. Департамент — Тарн. Входит в состав кантона Мазаме-1. Округ коммуны — Кастр.
Код INSEE коммуны — 81002.

## География

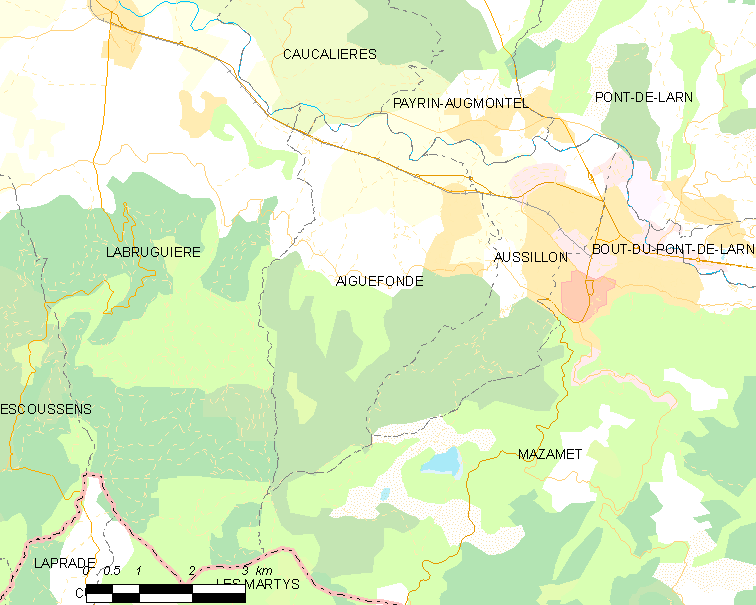
Карта коммуны

Коммуна расположена приблизительно в 600 км к югу от Парижа, в 75 км восточнее Тулузы, в 55 км к югу от Альби.
На севере коммуны протекает река Торе.

## Климат
Климат умеренно-океанический. Зима мягкая и дождливая, лето жаркое с частыми грозами. Ветры довольно редки.

## Население
Население коммуны на 2010 год составляло 2731 человек.
| 1962 | 1968 | 1975 | 1982 | 1990 | 1999 | 2010 |
| ---- | ---- | ---- | ---- | ---- | ---- | ---- |
| 2019 | 2068 | 2105 | 2588 | 2752 | 2630 | 2731 |

## Администрация
| Период | Период | Фамилия       | Партия                   | Примечания |
| ------ | ------ | ------------- | ------------------------ | ---------- |
| 1977   | 2007   | Ален Гиро     | Разные правые            |            |
| 2008   | 2020   | Венсан Гарель | Радикальная левая партия |            |

## Экономика
В 2007 году среди 1740 человек в трудоспособном возрасте (15—64 лет) 1214 были экономически активными, 526 — неактивными (показатель активности — 69,8 %, в 1999 году было 71,3 %). Из 1214 активных работали 1079 человек (582 мужчины и 497 женщин), безработных было 135 (50 мужчин и 85 женщин). Среди 526 неактивных 161 человек были учениками или студентами, 212 — пенсионерами, 153 были неактивными по другим причинам.